# Воложниково
Воложниково — исчезнувшая деревня в Новгородской губернии, ныне урочище на территории Бокситогорского района Ленинградской области. Входила в состав Дорогощинского общества Анисимовской волости Тихвинского уезда. Приход относился к церкви Черенского погоста.

## География
Располагалась на берегу реки Понырь. Расстояние от уездного города — 58 верст.

## История
Впервые деревня упоминается в «Материалах по статистике Новгородской губернии» за 1885 год.
В это время в деревне было 7 крестьянских дворов. Всего 12 строений, в том числе 9 жилых домов. В 1879 году число жителей по семейным спискам составляло 37 человек (17 мужского пола и 20 женского), а по приходским спискам 36 человек (18 мужского и 18 женского). Жители занимались рубкой, перевозкой и сплавом леса. Имелись 3 водяные мельницы и 1 толчия. Земли имелось надельной удобной 105 десятин, а надельной неудобной 1289 саженей, 18 десятин. Количество высеваемого хлеба: ржи 5 четвертей, овса 15 четвертей.
Согласно «Списку населенных мест Новгородской губернии» (Выпуск VII. Тихвинский уезд, 1911 год), было уже 11 дворов, 20 жилых домов, проживал 61 человек (33 мужского пола и 28 женского).